# Osiedle na Stoku (Polanica-Zdrój)
Osiedle na Stoku – osiedle domków jednorodzinnych położone we wschodniej części Polanicy-Zdroju na Wzgórzu Marii. Osiedle, z dojazdem od ul. Kłodzkiej, powstało od połowy lat 80. XX w. Niektórzy ich właściciele wynajmują pokoje turystom i kuracjuszom. Po drugiej stronie Wzgórza Marii, od strony Nowego Wielisławia, z dojazdem od ul. Kilińskiego, powstało nowsze osiedle budowane od lat 90. XX w. W jego obrębie znajdują się ulice:
Dojazd od ul. Kłodzkiej (okręg wyborczy nr 6)
- Akacjowa,
- Jaśminowa,
- Kwiatowa,
- Różana,

Dojazd od ul. Kilińskiego (okręg wyborczy nr 4)
- Berylowa,
- Topazowa,
- Koralowa,
- Opalowa,
- Bursztynowa,
- Złota,
- Turkusowa,
- Nefrytowa,
- Szmaragdowa,
- Perłowa,
- Rubinowa,
- Jana Kilińskiego (częściowo)